# Albin K. Dannhäuser

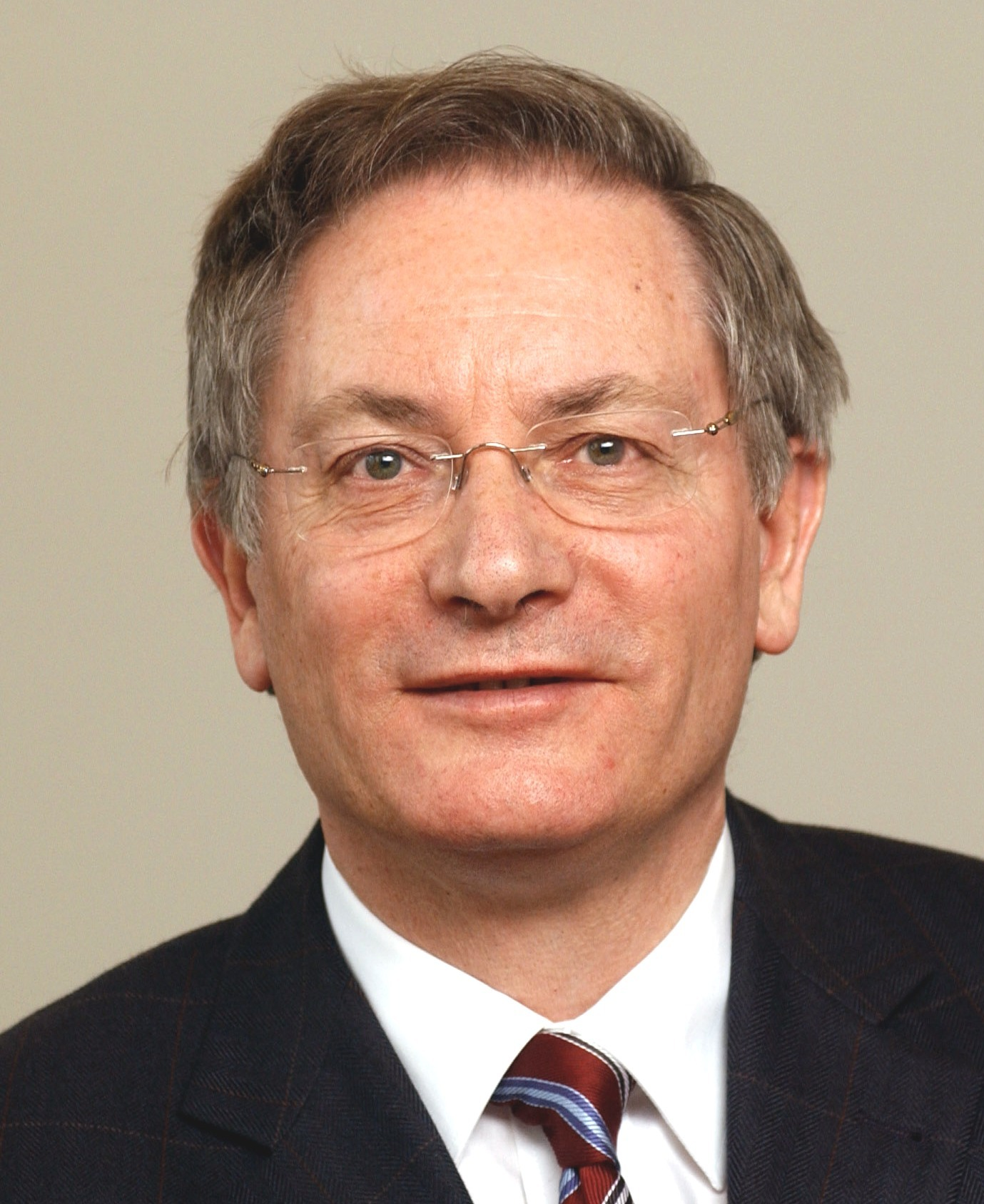
Albin K. Dannhäuser

Albin K. Dannhäuser (* 6. Januar 1943 in Großwenkheim, Unterfranken) ist ein deutscher Pädagoge und Bildungspolitiker. Er war Präsident des Bayerischen Lehrer- und Lehrerinnenverbandes (BLLV) und stellvertretender Bundesvorsitzender der Verbandes Bildung und Erziehung (VBE). Er galt vor allem vor dem PISA-Schock als einer der streitbarsten Schulpolitiker Deutschlands.

## Leben
Dannhäuser absolvierte die 1. und 2. Lehramtsprüfung und das Studium Diplompädagogik. Er unterrichtete an Hauptschulen in Würzburg und München. Er war Vorsitzender der BLLV-Studenten- und Junglehrerorganisation in Unterfranken, Bayern und im Bundesverband VBE. Im Jahr 1980 wurde er zum Bundesgeschäftsführer des VBE nach Bonn berufen und 1981 zum Leiter der Abteilung Schulpolitik des BLLV bestellt.
Das Amt des BLLV-Präsidenten hatte er von 1984 bis 2007 inne. Von 1985 bis 2009 war er stellvertretender Bundesvorsitzender des VBE. In dieser Eigenschaft gehörte er der Expertenkommission Schule, Bildung, Wissenschaft im Deutschen Beamtenbund an. Von 1994 bis 2017 vertrat er die bayerische Lehrerschaft im Rundfunkrat des Bayerischen Rundfunks, leitete die Projektgruppe Telemedien und den Beirates des Telekollegs. Von 2007 bis 2021 war er stellvertretender Vorsitzender des Fördervereins des Bündnisses für Toleranz, Demokratie und Menschenrechte.

## Wirken
Dannhäuser kreierte 1981 den Begriff und das Konzept der Regionalschule und initiierte u. a. die Gründung der Arbeitsgemeinschaft Deutscher Junglehrer (1980; heute: Junger VBE), die Gründung des Forums Bildungspolitik in Bayern (1991; heute mit 44 Bildungsorganisationen), die Gründung der weltweit agierenden BLLV-Kinderhilfe (1993), und das Programm zum internationalen Austausch von Lehramtsstudenten (1998). Er pflegte Partnerschaften mit der Pennsylvania State Education Association (PSEA) und dem Schweizerischen Lehrerverband (LCH). Von 1975 bis 2007 war er Delegierter und Berichterstatter der Weltlehrerkongresse (heute Education International EI). Nach der Wende 1989/90 koordinierte er den Aufbau demokratischer Lehrerorganisationen in der DDR.
Dannhäuser trat vor allem ein für Bildung als Menschenrecht, für ein umfassendes Bildungsverständnis, für bessere innere und äußere Schulverhältnisse, für faire Bildungschancen für alle Kinder, für die Professionalisierung und Anerkennung des Lehrerberufs. Seine Maxime lautete: Handle in Schule und Politik so, als ginge es um dein eigenes Kind.

## Schriften
Er verfasste ca. 250 Aufsätze, Kommentare und Würdigungen in Fach- u. Verbandszeitschriften und mehrere Bücher, einige als Mitherausgeber, u. a.:
- Pädagogische Neuorientierung. Problemskizzen zum Thema Schule. Erdl-Verlag, Trostberg 1985, ISBN 3-925249-01-X
- Lehrer zwischen Pädagogik und Politik. Zur Profession des Lehrers im Spannungsfeld der Schule. Erdl-Verlag, Trostberg 1987, ISBN 3-925249-06-0
- Lehrer gestalten Zukunft. Situation und Perspektiven der pädagogischen Profession. Erdl-Verlag, Trostberg, 1989, ISBN 3-925249-15-X
- Weichenstellungen für Schule und Lehrer: pädagogische und schulpolitische Standortbestimmung. A.Erdl-Verlag, Trostberg 1991, ISBN 3-925249-22-2.
- Erlebte Schulgeschichte 1939–1955: Bayerische Lehrer und Lehrerinnen berichten. J. Klinkhardt-Verlag, 1997, ISBN 3-7815-0907-9.
- Bildungspolitische Zwischenrufe vor dem "PISA" Schock: Abriss einer Dokumentation. A.Erdl-Verlag, Trostberg 2002, ISBN 3-925249-55-9.
- Schule besser machen. Pädagogische Positionen. Politische Postulate. J. Klinkhardt-Verlag, 2003, ISBN 3-7815-1253-3.
- Konsequent für Bildung. Kritik. Analysen. Vorschläge. Bayerischer Lehrer- und Lehrerinnenverband, München 2007
- Wissen ist Macht - Bildung ist mächtiger über Bildung, Erziehung, Schule und pädagogische Profession; Positionen aus den Jahren 1972 bis 2007. Bayerischer Lehrer- und Lehrerinnenverband, München 2007, OCLC 723726665.
- Bildung für eine humane Welt. Zur Ideen- und Wirkungsgeschichte des BLLV. J. Klinkhardt-Verlag, 2020, ISBN 978-3-7815-2388-3.

## Auszeichnungen und Ehrungen (Auswahl)
- 2003: Ehrendoktorwürde der Universität Koblenz-Landau[5]
- 2003: Bayerischer Verdienstorden[6]
- 2007: Wilhelm-Hoegner-Preis[7]
- 2007: Ehrenpräsident des BLLV[8]
- 2008 "Grüner Doktorhut" der Landtagsfraktion "Bündnis / Die Grünen"
- 2008: Orden Ritter von Grab des Heiligen Papstes Sylvester[9]
- 2012: Bundesverdienstkreuz[10]
- 2015: Verfassungsmedaille des Bayerischen Landtags in Silber
- 2016: Ehrenvorsitzender des "Forums Bildungspolitik in Bayern"
- Ehrenmitglied des Allgemeinen Verbandes der Pädagogen der DDR (1990), des Sächsischen Lehrerverbands (2002), des Thüringer Lehrerverbandes (2003)[11], des VBE-Bundesverbandes (2009) und der BLLV-Kinderhilfe (2021)